# Millon Wolde
Millon Wolde (født 17. marts 1979 i Addis Abeba, Etiopien) er en etiopisk atletikudøver (langdistanceløber), der vandt guld på 5000 meter ved OL i Sydney 2000 og sølv på samme distance ved VM i Edmonton i 2001.